# Giacomo Losi
Giacomo Losi (* 10. September 1935 in Soncino, Italien; † 4. Februar 2024) war ein italienischer Fußballspieler und -trainer. Als Spieler spielte er ausschließlich für den AS Rom und steht mit insgesamt 450 Spielen auf Platz zwei der Vereinsrangliste mit den meisten Einsätzen.

## Karriere
Losi absolvierte seine vierzehnjährige Profikarriere beim AS Rom und debütierte am 20. März 1955 beim Spiel gegen Inter Mailand. In dieser Zeit spielte er insgesamt 450-mal und belegt somit in der Vereinsrangliste mit den meisten Einsätzen hinter Francesco Totti Platz zwei.
Am 13. März 1960 feierte er sein Debüt in der italienischen Fußballnationalmannschaft beim Freundschaftsspiel gegen Spanien, welches mit 1:3 verloren wurde. Er stand ebenfalls im Kader für die Fußball-Weltmeisterschaft 1962, wo er zwei von drei Spielen bestritt. Italien schied aber bereits in der Gruppenphase aus. Insgesamt spielte er elfmal für die Nationalmannschaft.
Seinen größten Erfolg als Trainer hatte er, als er 1977 mit SSC Bari in die Serie B aufstieg. Dort wurde er nach der Hinrunde ersetzt.

## Erfolge
- Coppa Italia: 1963/64, 1968/69
- Messestädte-Pokal: 1960/61